# San Polo Matese
San Polo Matese – miejscowość i gmina we Włoszech, w regionie Molise, w prowincji Campobasso.
Według danych na rok 2004 gminę zamieszkiwało 445 osób, 26,2 os./km².